# Гарантований мінімум

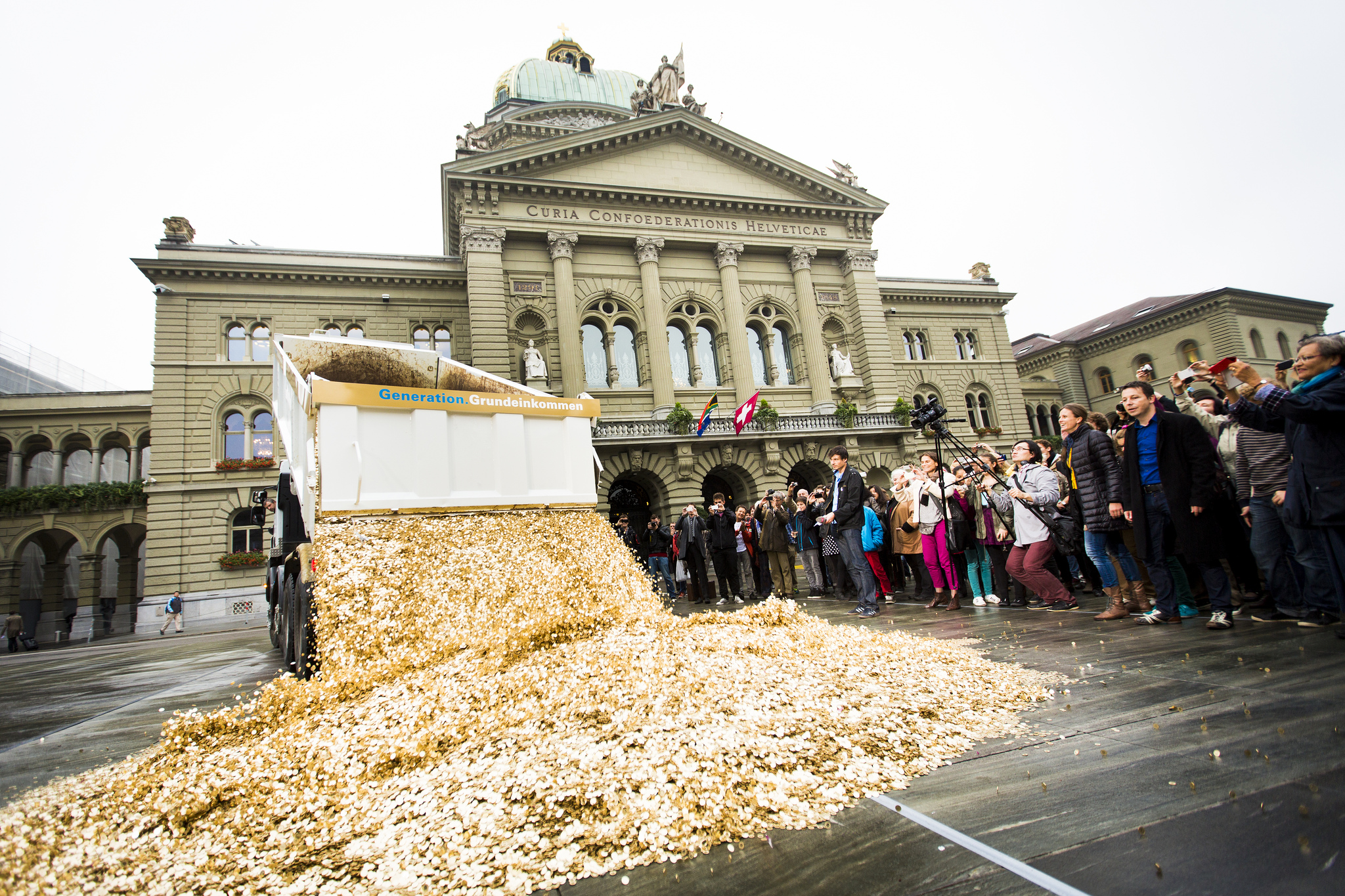
Вісім мільйонів монет за межами парламенту в Берні, Швейцарія, 2013.

Гаранто́ваний мі́німум (також безумовний базовий дохід, універсальний базовий дохід) доходів (англ. Guaranteed minimum income) — форма соціального забезпечення, згідно з якою кожен громадянин повинен мати законом гарантований безумовний мінімум грошового забезпечення, який виплачується державою або органами місцевого самоврядування, на додаток до будь-якого доходу, отриманого деінде.
Безумовний базовий дохід, який є нижчим за межу бідності, іноді називають частковим базовим доходом.
Система базового доходу фінансується з доходу, отриманого від підприємств чи ресурсів, які належать державі (часто називається соціальні дивіденди) — основний компонент багатьох пропонованих моделей соціалізму. Схеми фінансування базового доходу також просуваються в контексті капіталізму, де вони можуть фінансуватись з різноманітних форм податків.

## Історія
Ідею безумовного базового доходу вперше сформулював Томас Пейн у 1795 році. Він запропонував виплачувати кожному англійцеві 15 фунтів стерлінгів при досягненні 21-го року, а також по 10 фунтів стерлінгів кожного року після 50-тиліття. Пейн вважав, що такий підхід стане справедливим способом боротьби з бідністю і нерівністю доходів. У період після Другої світової війни теорію базовий дохід як локальний експеримент втілювали у Бразилії, Індії, Канади, Німеччині і США. Одним із найвідоміших експериментів з базовим доходом тривав 5 років (з 1974 по 1979 рік) у канадському містечку Дофін, в провінції Манітоба.
Обґрунтування необхідності ББД дещо змінилися на початку XXI століття. Вчені й економісти почали розглядати цю ідею як інструмент мінімізації наслідків розвитку четвертої промислової революції, панацею від потенційного глобального безробіття, спричиненого тотальною автоматизацією та засиллям роботів. Втілення ідеї дасть змогу вивільнити час для творчого розвитку особистості, сімейних зв'язків, самоосвіти, участі в громадському житті, тощо. Тобто, люди зможуть робити те, що до вподоби, а не працювати заради фізичного виживання.

## Програми ББД у різних країнах

### ЄС
ЄС розробив програму боротьби з бідністю у рамках запровадження концепції ББД. Для проєкту виділили 13 млн євро. Експеримент проводитимуть у Барселоні (Іспанія), Утрехті (Нідерланди) та Гельсінкі (Фінляндія) протягом 2017—2018 рр. Виплата становитиме 400—525 євро на місяць, її отримуватимуть вибрані жителі у найбідніших районах. Чотири групи учасників отримуватимуть допомогу у різний спосіб. Результат експерименту використають для порівняльного аналізу ефективності і вартості різних стратегій боротьби з бідністю та для забезпечення кращої якості надання соціальних послуг.
Серед європейців ідею виплат без зобов'язань схвалюють близько 64 % респондентів. Найактивніше ідею ББД підтримують в Польщі та Німеччині (60 % і 52 % відповідно), найменше — у Франції (29 %) та в Іспанії (31 %).

### Швейцарія
Нині в різних країнах політики, економісти і соціологи обговорюють можливість різних моделей гарантованого мінімуму доходів. У Швейцарії кампанія за проведення референдуму про запровадження гарантованого доходу розміром 2500 франків (2555 $) (2550 франків на дорослого і 625 франків для дитини) щомісяця завершилася збором підписів і призначеною датою голосування — 5 червня 2016 року, на якому швейцарці переважною більшістю голосів (77 % — проти, 23 % — за) відмовились від запровадження системи. Швейцарія — перша в світі країна, яка провела такий референдум.

### Фінляндія
Також Фінляндія в 2016 році розпочала пілотний проєкт виплат у розмірі від 550 до 800 євро щомісяця для частини громадян.
У 2017 році агентство з державного соціального страхування Фінляндії (Kela) запровадило базову виплату у розмірі 560 євро. У проєкті взяли участь 2000 безробітних, обраних у випадковому порядку. В рамках експерименту вони отримуватимуть замість допомоги по безробіттю базову виплату, яка є більшою всього на 36 євро, зате дає можливість влаштовуватися на роботу, навіть за короткостроковими контрактами, без втрат для працівника. Тобто, людина, влаштувавшись на роботу, не втрачатиме базовий дохід, як було із допомогою по безробіттю. При цьому роботи для бюрократичного апарату Фінляндії значно поменшає, оскільки в разі хвороби, початку навчання чи роботи вже не потрібно буде повідомляти урядовців, бо базовий дохід від цього не зміниться. Проєкт триватиме два роки і дасть відповіді на питання, як безробітні відреагують на базовий дохід.

### Німеччина
У 2014 році експерименти з ББД вже відбулися у Німеччині. Розміри виплат на місяць становили 1000 євро.

### США
Протягом 2017—2018 рр. Організація економічної безпеки (ESP) планує вкласти $10 млн у вивчення впливу ББД на населення США.
У 2017-му у США виплачували гарантований базовий дохід громадянам у розмірі 1000—2000 $
Громадська думка
Соціологічне опитування показало, що 46 % американців підтримують ідею базового доходу, якщо він становитиме від $500-2000. Сприймають негативно 35 % респондентів, 19 % утрималося. Найбільшу прихильність виявила молодь

### Італія
В Італії проєкт з виплати базового доходу проводили у 2017 році. В рамках проєкту громадянам виплачують допомогу в розмірі 537$.

### Індія
Експеримент заплановано провести протягом двох років: 2017—2018 з розміром 15-20$.

### Україна
В вересні 2023 року голова Мінсоцполітики Оксана Жолнович повідомила що в Україні переглянуть розмір соціальних виплат завдяки запровадженню базового доходу.

### Кенія
Проєкт запланований на 2017—2019 роки. Розмір виплат 20-30$. За перші півроку проведення експерименту добробут більшості громадян Кенії збільшився. При цьому багато кенійців зайнялися розвитком бізнесу, не покидаючи при цьому основної роботи. Близько 81 % кенійців заявили, що будуть заощаджувати гроші. Також більшість із них вкладають гроші в бізнес, купують риболовецьке спорядження, велику рогату худобу, витрачають ці кошти на освіту.

### Канада
У Канаді протягом 2017—2019 рр. запроваджують експеримент, в ході якого учасникам виплачуватимуть 1320—1415$. Довільним чином обрано чотири тисячі канадців з низькими доходами у містах Гамільтон, Тандер-Бей та сільському поселенні Ліндсі, серед них як працевлаштовані, так і безробітні. Люди без сімей отримуватимуть безумовний базовий дохід до 17 тисяч канадських доларів у рік, сімейні пари — до 24 тисяч. Також учасники експерименту зможуть отримувати додатково половину зарплати як базовий дохід задля того, щоб заохотити учасників експерименту шукати роботу, за яку добре платять. Всього на проєкт провінція Онтаріо збирається витратити 150 мільйонів канадських доларів.

## Політичні аспекти

### Ефективність адміністрування
Організація «Всесвітня мережа базового доходу» (англ. «The Basic Income Earth Network» BIEN) говорить що одна з головних переваг базового доходу — відчутно менша вартість обслуговування системи соціального забезпечення.

### Переваги та недоліки
Головна перевага гарантованого базового доходу — це фінансова прозорість та простота обслуговування. Систему пропонується запровадити замість складної та заплутаної системи соціального забезпечення.
Одним із прихильників ідеї є засновник Facebook Марк Цукерберг. У своїй відомій промові під час випускного у Гарвардському університеті він запропонував запровадити ББД у США: «Ми повинні пропрацювати такі ідеї як загальний базовий дохід, щоб гарантувати кожному можливість пробувати нові ідеї… Багато людей не можуть зважитися почати власний бізнес, тому що їм потрібно годувати сім'ю, а фінансової страховки на випадок невдачі у них немає… Загальний базовий дохід забезпечив би таку страховку».
Основний недолік системи базового доходу противники відзначають у фінансовій неможливості запровадження даної системи.
Базовий дохід має ще декілька критичних аспектів: 1) психологічний — впровадження базового доходу означає в умовах індустріальної соціалізації ліквідацію стимулу до праці; 2) економічний — базовий дохід є інструментом перерозподілу утримання громадян з роботодавців на державу та може стати фактором суттєвого зменшення заробітної плати у працюючого населення; 3) соціальний — базовий дохід сприятиме подальшому розшаруванню суспільства.

## Пілотні програми
Найбільш відомі пілотні проєкти:
- Експеримент у Фінляндії розпочався 2016 року. Державна соціальна агенція Kela вибрала 2000 безробітних громадян, їм виплачується 560 євро щомісяця як базовий дохід не залежно від того, чи знайде отримувач роботу. Експеримент триватиме 2 роки. Уряд має на меті вивчити поведінку людей та зацікавити безробітних укладати короткострокові робочі контракти[7]
- Експеримент з негативним податковим навантаженням у США та Канаді 1960—1970 роках
- Експеримент у Намібії 2008 року
- Експеримент у Бразилії 2008 року
- Експеримент в Індії 2011 року
- Експеримент GiveDirectly[14]
- Дослідження в сільській місцевості Північної Кароліни
- Утрехт, експеримент у Нідерландах 2015 року